# Tricoma jindoensis
Tricoma jindoensis is een rondwormensoort uit de familie van de Desmoscolecidae. De wetenschappelijke naam van de soort is voor het eerst geldig gepubliceerd in 2005 door Lim & Chang.